# الإمبراطور أنيي
الإمبراطور أنيي (باليابانية: 安寧天皇 أنيي تينو) هو ثالث أباطرة اليابان في قائمة أباطرة اليابان. لا يوجد أي تواريخ محددة عن فترة حياته أو حكمه.

## اقرأ أيضا
- إمبراطور اليابان
- قائمة أباطرة اليابان